# فورآرلبرگ ۶۳۳۲
سیارک ۶۳۳۲ (به انگلیسی: 6332 Vorarlberg، نامگذاری:1992FP3) شش هزار و سیصد و سی و دومین سیارک کشف شده‌است که در ۳۰ مارس ۱۹۹۲ کشف شد.
قدر مطلق سیارک برابر ۱۲٫۹۰ است.